# Gustave Le Bon
Pour les articles homonymes, voir Le Bon.
Gustave Le Bon, né le 7 mai 1841 à Nogent-le-Rotrou et mort le 13 décembre 1931 à Marnes-la-Coquette, est un médecin, anthropologue, psychologue social et sociologue français. Connu pour ses analyses sur la psychologie des foules, il est une personnalité controversée, ayant contribué à diffuser des théories racistes, élitistes et sexistes. Il demeure encore aujourd'hui, comme anthropologue, « un des garants scientifiques de l’extrême-droite nationaliste ».
Polygraphe, intervenant dans des domaines variés, il est l'auteur de 43 ouvrages en 60 ans, traduits en une dizaine de langues de son vivant et plusieurs fois réédités entre 1890 et 1920, dans lesquels il aborde, parmi d'autres sujets, le désordre comportemental et la psychologie des foules,. Déjà à son époque même où la méthode devient importante, son « amateurisme » gênait ses contemporains tels que Durkheim, sans que cela ait vraiment d’influence sur son début de carrière.
Le Bon admet des différences au niveau des stades de développement des civilisations, et soutient la théorie du biologiste darwinien allemand Ernst Haeckel (1834-1919). Il consacre un gros volume illustré à la Civilisation des Arabes. Après une mission aux Indes, il publie, en 1887, un autre ouvrage majeur, Les Civilisations de l’Inde. Psychologie des foules marqua un tournant dans la carrière du « célèbre docteur ». Cette œuvre, parue en 1895, reste la plus célèbre aujourd’hui.
"Dès qu'une personne rejoint un groupe, son QI diminue considérablement. Afin d'être reconnus, les individus sont prêts à abandonner le bien et le mal et à utiliser leur QI en échange d'un sentiment d'appartenance qui lui permet de se sentir plus en sécurité."

## Biographie

### Jeunesse et famille
Né en 1841 à Nogent-le-Rotrou (Eure-et-Loir), où son père, Jean Marie Charles Le Bon, est conservateur des hypothèques, Charles Marie Gustave Le Bon fait ses études au lycée de Tours. Il entre ensuite à la faculté de médecine de Paris, mais en sort sans avoir obtenu son diplôme.

### Années 1860 et 1870
Il parcourt l’Europe, l'Asie et l'Afrique du Nord entre les années 1860 et 1880. Il écrit des récits de voyage, des ouvrages d’archéologie et d’anthropologie sur les civilisations de l’Orient et participe au comité d'organisation des expositions universelles.
En 1879, il fait son entrée remarquée au sein de la Société d'anthropologie de Paris qui lui décerne l’année suivante le prix Godard pour son mémoire « Recherches anatomiques et mathématiques sur les lois de variation du volume du cerveau et sur leur relation avec l’intelligence ». En 1888, il démissionne et rompt tout contact avec cette société.

### Années 1880 et 1890
Son premier grand succès de librairie en sciences sociales est la publication en 1894 des Lois psychologiques de l'évolution des peuples, ouvrage qui se réfère aux lois de l'évolution darwinienne en les étendant de la physiologie à la psycho-sociologie.

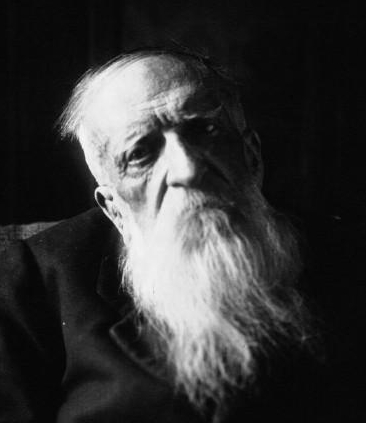
Le Bon en 1929.

L'année suivante, il écrit Psychologie des foules, pour lequel il est félicité par Mussolini.
Le Bon participe par la suite activement à la vie intellectuelle française.

### Années 1900
En 1902, il crée la Bibliothèque de philosophie scientifique chez Flammarion, qui est un vrai succès d'édition, avec plus de 220 titres publiés et plus de deux millions de livres vendus à la mort de Le Bon en 1931. À partir de 1902 il organise une série de « déjeuners du mercredi » auxquels sont conviées des personnalités telles que Henri et Raymond Poincaré, Paul Valéry, Émile Picard, Camille Saint-Saëns, Marie Bonaparte, Aristide Briand, Henri Bergson, etc. Il convie également à ces déjeuners la comtesse Greffulhe, icône de la Belle-Époque et inspiratrice de Proust pour À la recherche du temps perdu, avec qui il entretient une correspondance aussi abondante que familière.

### Fin de vie

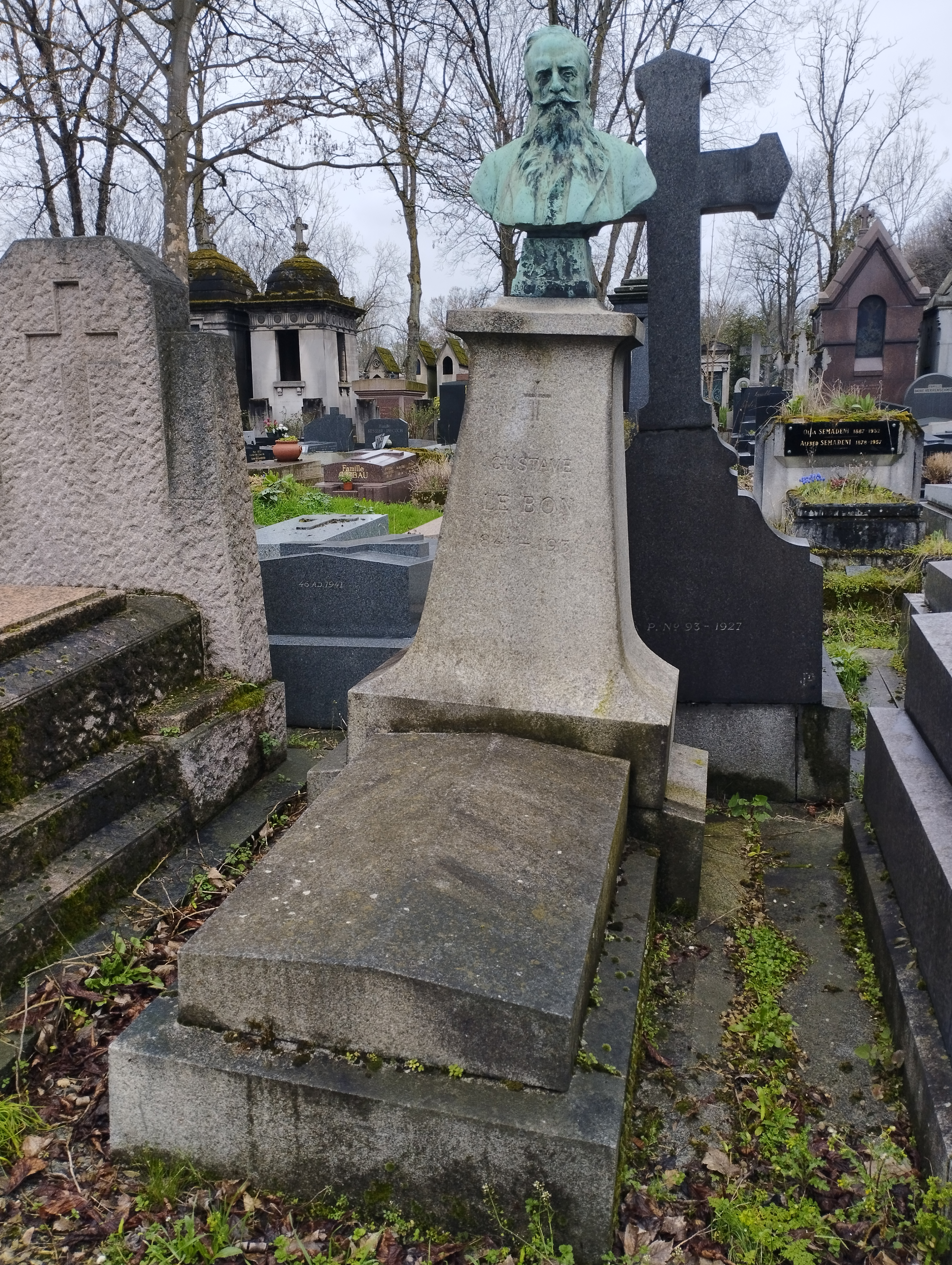
Tombe de Gustave Le Bon au cimetière du Père-Lachaise (division 89).

Il est inhumé au cimetière du Père-Lachaise (89e division).

## Psychologie sociale
Gustave le Bon a étudié l'influence du déterminisme social et sociologique pour expliquer des comportements sociaux humains.
Dès ses premiers ouvrages, notamment La Vie, physiologie humaine appliquée à l'hygiène et à la médecine et L'Homme et les sociétés, leurs origines et leur histoire, Gustave le Bon recherche les causes des actions des hommes. Il détermine plusieurs causes : les causes biologiques, les causes émotionnelles, les causes rationnelles, les causes collectives et les causes mystiques.
Cette analyse de la psychologie humaine va lui permettre d’interpréter des événements historiques et des faits divers restés jusque-là irrationnels et incompréhensibles.
D’une part, à une époque où la méthode devient importante, son « amateurisme » gêne ses contemporains tels que Emile Durkheim, sans réelle incidence sur son début de carrière.
En 1895, il publie son œuvre principale, Psychologie des foules, en s'inspirant des théories de la suggestion et l'imitation de Gabriel Tarde. En comparaison, sa théorie des comportements collectifs est plus ambivalente : selon Gustave Le Bon, les foules peuvent être manipulées et ont une capacité destructrice. Dans un même temps, elles sont aussi un moyen pour mener des changements politiques et sociaux.
À partir de grands événements historiques, il décrit l'action des hommes par le seul fait qu'ils sont en groupe. Les principes qu'il expose dans cet ouvrage formeront les bases d'une nouvelle discipline scientifique : la psychologie sociale. Dans cet ouvrage, il expose une idée fondamentale : les foules sont composées d'asociaux et sont potentiellement « criminelles » comme le pensait Tarde, mais aussi capables d'amour, de sacrifice, d'héroïsme.

### Influence
Les idées contenues dans Psychologie des foules jouèrent un rôle important au début du XXe siècle. Si les figures majeures du totalitarisme, Mussolini, Hitler, Staline et Mao, passent pour s'être inspirés (ou plus exactement, avoir détourné les principes) de Gustave Le Bon, beaucoup de républicains – Roosevelt, Clemenceau, Poincaré, Churchill, de Gaulle, etc. – y ont également puisé des leçons. Gustave Le Bon a pu être considéré comme « le maître des propagandistes du XXe siècle » ; toutefois, selon le sociologue Benoît Marpeau, l'ouvrage n'a pas la rigueur et la précision d'un système de propagande.
Pour Jean-Baptiste Decherf, Charles de Gaulle emprunte dans son livre Le Fil de l'épée des éléments des thèses de Le Bon, tendant notamment à considérer la suggestion comme le fait élémentaire et irréductible expliquant tous les mystères de la domination. « Pour de Gaulle comme pour Le Bon, la magie du social tient en un mot : le prestige »,
Sigmund Freud, malgré un certain nombre de réserves, indiqua que « par l’accent qu’elle met sur le rôle inconscient de la vie psychique, la psychologie de M. Le Bon se rapproche considérablement de la nôtre. » Dans son ouvrage Psychologie collective et analyse du moi, paru en 1920, Freud s’appuie, entre autres, sur une lecture critique de Psychologie des foules. Il y mentionne les travaux de Le Bon notamment sur « les modifications du Moi lorsqu’il est au sein d’un groupe agissant. »
En 2009, Psychologie des foules est choisi par Le Monde et Flammarion comme l'un des « 20 livres qui ont changé le monde ». Dans la préface à cette édition, Mathieu Kojascha écarte l’idée que l’ouvrage ait pu faire le lit du fascisme et conclut : « Contribution définitive à la psychologie collective, à la compréhension du phénomène mystérieux qu’est la foule, Psychologie des foules de Gustave Le Bon doit aussi son immense succès au fait que ce personnage étonnant, intrigant, a su exprimer l’inquiétude de ses contemporains, leur perplexité devant certains aspects de la modernité. Perçu comme un texte fondateur de la psychologie sociale, ce livre est donc un formidable document d’histoire. »
Ses découvertes lui permirent par ailleurs d'avertir dans un article intitulé ''De l’évolution de l’Europe vers diverses formes de dictature'' dès 1924 du fait que la montée du fascisme en Italie n'était pas un phénomène isolé mais risquait au contraire de s’étendre, par le même mécanisme d’un ''meneur de foules'' prenant, à la faveur d’événements violents, les rênes du pouvoir et les confisquant ensuite à son seul profit. Sur ce sujet, on se reportera aux ouvrages de Moscovici, Rouvier, Decherf et Korpa[réf. nécessaire].

## Sur les femmes

### Infériorité intellectuelle des femmes
Gustave Le Bon ayant comparé des cerveaux féminins et masculins, et mesuré l'infériorité du poids relatif du cerveau féminin, déduit de cette comparaison l'infériorité intellectuelle des femmes. Il écrit à ce sujet en 1879, dans un article de la Revue d'anthropologie : « Dans les races les plus intelligentes, comme les Parisiens il y a une notable proportion de la population féminine dont les crânes se rapprochent plus par leur volume de ceux des gorilles que des crânes de sexe masculin les plus développés. [...] Cette infériorité intellectuelle des femmes est trop évidente pour être contestée un instant ». «Le Bon ‘valide’ le fait qu’un caractère biologique permet de mesurer le développement de l'intelligence», selon Evelyn Peyre. Il affirme que les cerveaux féminins et masculins ont connu une évolution divergente ; les activités que Le Bon considère comme masculines — la chasse, la défense du territoire —  auraient développé les capacités intellectuelles des hommes, de sorte que les cerveaux mâles auraient connu un accroissement au fil des millénaires ; en revanche, les cerveaux féminins, moins sollicités, auraient moins évolué, ce qui expliquerait l'intelligence inférieure des femmes. Le Bon se fonde sur des mesures de quelques crânes du Néolithique découverts dans la grotte de L'Homme Mort en 1873 effectuées par Paul Broca, mesures qui donnent une différence moyenne de capacité crânienne entre crânes masculins et féminins de 99,5 centimètres cubes, alors que la différence de taille moderne entre les crânes masculins et féminins est supérieure (elle est de 129,5 - 220,7 centimètres cubes),.
Stephen Jay Gould parle de Gustave Le Bon comme du «misogyne en chef de l'école de Paul Broca» («chief misogynist») ; Paul Broca est connu notamment pour avoir donné une impulsion décisive à la craniologie.

### Contre la réforme de l'éducation des femmes
Gustave Le Bon se prononce contre le fait de dispenser aux femmes la même instruction que celle dont les hommes pouvaient bénéficier, dans un article que publie la prestigieuse Revue scientifique en 1890. Selon lui, l'égalité des sexes (comme celle des races) relève de l'utopie. L'éducation dispensée aux femmes doit être adaptée à leur vocation, qui est d'élever des enfants ; les sciences, en revanche, conviennent aux hommes. Le Bon écrit ainsi : «Ceux qui ont proposé de donner aux femmes une éducation semblable à celle reçue par l'homme ont prouvé combien ils ignoraient la nature de leur esprit. Vouloir donner aux deux sexes la même éducation, et par suite leur proposer les mêmes buts, est une chimère dangereuse qui ne peut avoir pour résultat que de dépouiller la femme de son rôle, l'obliger à entrer en concurrence avec l'homme et lui ôter tout ce qui constitue sa valeur, son utilité et son charme. Le jour où, méprisant les occupations inférieures que la nature lui a données, la femme quittera son foyer et viendra prendre part à nos luttes, ce jour-là commencera une révolution sociale où disparaîtra tout ce qui constitue aujourd'hui les liens sacrés de la famille».
Le Bon s'opposait par ces prises de positions aux républicains, et non pas seulement aux féministes.
Selon l'historienne des femmes Karen Offen, Le Bon peut être considéré comme un hyper antiféministe («He can be viewed as an arch antifeminist»).

## Sur les «races»
Gustave Le Bon a contribué à diffuser les thèses du racialisme évolutionniste.
Il défend une conception fixiste, essentialiste et raciste des peuples. Il attribue à chaque peuple des traits physiques communs, en particulier des traits liés à leur «structure cérébrale». Il attribue également à tel ou tel peuple des traits moraux. Il écrit ainsi : « chaque peuple possède une constitution mentale aussi fixe que ses caractères anatomiques » ; ces « caractères, fondamentaux, immuables » proviennent d’une certaine « structure particulière du cerveau ».
Il affirme l'idée d'un déterminisme biologique et psychologique, auxquels les «races» seraient soumises. « Il y a de grandes lois permanentes qui dirigent la marche générale de chaque civilisation, déclare-t-il. Ces lois découlent de la constitution mentale des races ».
Il classe parmi les «races supérieures» la race française et la race allemande, tandis que les peuples colonisés font l'objet d'analyses racialistes qui les infériorisent.
Selon le spécialiste de philosophie politique Laurent Gerbier «la science politique de Gustave Le Bon est une science des races» : en effet, Le Bon voit dans la "race" le principe qui anime les foules, qui leur dicte leurs choix et oriente leurs pensées ; l'homme de Gustave Le Bon est un «animal racial».

## Sur les civilisations
Le Bon ne soutient pas la théorie d’une hiérarchisation des civilisations, mais admet des différences au niveau des stades de développement, et soutient la théorie du biologiste darwinien allemand Ernst Haeckel (1834-1919). Il consacre un gros volume illustré à la Civilisation des Arabes. Après une mission aux Indes, il publie, en 1887, un autre ouvrage majeur, Les Civilisations de l’Inde. Il se différencie en cela fortement d'Arthur de Gobineau et dénonce à plusieurs reprises dans ses œuvres le « mythe de la race aryenne », mettant en garde contre les visées suprémacistes du national-socialisme dès 1924[réf. nécessaire].

## Sur les phénomènes révolutionnaires
(janvier 2021).
- Si vous ne connaissez pas le sujet, laissez ce bandeau (vous pouvez alors contacter les auteurs).
- Si vous supprimez le contenu mis en cause (vous pouvez préalablement contacter les auteurs),

argumentez précisément cette suppression dans la page de discussion
(un manque de référence n'est pas un argument ; une recherche réelle de référence doit avoir été effectuée, être formellement documentée).
Gustave Le Bon fournit les analyses psychologiques suivantes : 

« La première phase d'une révolution est consacrée à combattre les nécessités économiques et sociales qui régissent la vie des peuples. L'expérience prouvant bientôt que ces nécessités dominent les volontés, l'ancienne organisation reparaît sous des noms nouveaux. Ainsi se terminera nécessairement la révolution russe.
Les révolutions ne durent jamais longtemps parce qu'elles se heurtent bientôt au mur des nécessités économiques et sociales qui dominent le monde. Percevant alors l'impuissance des théoriciens, la foule se détourne d'eux. Avant d'arriver à cette dernière phase, bien des ruines sont accumulées. La Russie en fait aujourd'hui l'expérience.
D'après tous les enseignements de l'histoire des révolutions, l’extrémisme en politique a comme terminaison nécessaire soit la destruction de la civilisation, soit l'anarchie et la dictature.
Ce n'est pas d'une révolution, mais d'une transformation profonde des idées que résultent les réformes durables. »

— Les Incertitudes de l'heure présente, 1923
Concernant la Révolution française :

« … Les blessures d’amour-propre sont celles dont le souvenir s’efface le moins. Le Tiers-État en avait supporté beaucoup. À une réunion des États Généraux de 1614 où ses représentants s’étaient vus obligés de rester à genoux tête nue, un membre du Tiers ayant osé dire que les ordres étaient comme trois frères, l’orateur de la noblesse répondit : “qu’il n’y avait aucune fraternité entre elle et le Tiers, que les nobles ne voulaient pas que les enfants de cordonniers et de savetiers les appelassent leurs frères”. »

— Révolution Française et la Psychologie des Révolutions

« La soif d'inégalité semble un besoin irréductible de la nature humaine. On sait avec quelle ardeur les Conventionnels échappés à la guillotine sollicitaient de Napoléon des titres nobiliaires. Le rêve égalitaire qui les avait conduits à tant de massacres n'était donc en réalité qu'un violent désir d'inégalité à leur profit. L'histoire n'a pas encore cité, d'ailleurs, de pays où régnât l'égalité. »

— Les Incertitudes de l'heure présente

## La Première Guerre mondiale
(janvier 2021).
- Si vous ne connaissez pas le sujet, laissez ce bandeau (vous pouvez alors contacter les auteurs).
- Si vous supprimez le contenu mis en cause (vous pouvez préalablement contacter les auteurs),

argumentez précisément cette suppression dans la page de discussion
(un manque de référence n'est pas un argument ; une recherche réelle de référence doit avoir été effectuée, être formellement documentée).
Gustave Le Bon a prédit que la Première Guerre mondiale serait meurtrière car il s’agirait de guerre de conscrits et non plus de professionnels. Ainsi dans Psychologie du socialisme (1898), il écrivait que « les prochaines luttes entre nations seront de véritables luttes pour l'existence ne pouvant se terminer que par l'écrasement complet de l'un des combattants. »
Ses idées sur la psychologie ont influencé l'École de guerre, chargée de préparer les officiers.
Le Bon a aussi analysé le conflit dans des livres comme Premières conséquences de la guerre (1917).
Voici ce qu'écrit Gustave Le Bon au lendemain de Première guerre mondiale:
« Les peuples ne se résignent pas à la défaite quand ils se croient supérieurs à leurs vainqueurs. Une tentative de revanche germanique peut donc être considérée comme un des plus sûrs événements de la future Histoire. »
— Les Incertitudes de l'heure présente, 1923

## Redécouverte à l'époque moderne
Il a été redécouvert en France grâce à Serge Moscovici lors du cinquantenaire de la mort du sociologue en 1981 avec L'Âge des foules qui traite des précurseurs de la psychologie sociale, à savoir Gustave Le Bon, Gabriel Tarde et Sigmund Freud. Pour Moscovici, Le Bon (en qui il voit le « Machiavel des sociétés de masse ») est celui qui, le premier, a saisi l'importance du rôle (potentiellement destructeur) des masses dans le processus historique et en a esquissé la typologie.
En 1977, Catherine Rouvier, après son mémoire soutenu en 1976 avec Roger-Gérard Schwartzenberg à l'université de Paris 2 Panthéon Assas sur « La personnalisation du pouvoir en France de 1875 à 1958 » faisait porter ses recherches en histoire sur la psychologie politique sur Le Bon et montrait que ce dernier était en réalité mal compris car victime d'une confusion courante entre masses et foules.
En effet, l'apport de Le Bon à la psychologie sociale ne concerne nullement les masses — concept très général peu susceptible d'une approche expérimentale. Son véritable sujet d'étude est la foule, définie comme une réunion momentanée d'individus soumis à une émotion forte à la suite d'un événement et/ou d'un discours ou d'une image provoquant la peur, la haine, ou, au contraire, l'enthousiasme et l'amour. Ces découvertes de le Bon s'inscrivent en effet clairement dans le débat qui agite les historiens du XIXe siècle sur les causes de la violence et du caractère subit des révolutions, celle de 1789, bien sûr, mais aussi celles de 1830, 1848 et 1870. Cela est donc bien distinct de ce qui sera développé plus tard par Wilhelm Reich, par exemple sur « la psychologie de masses du fascisme ».

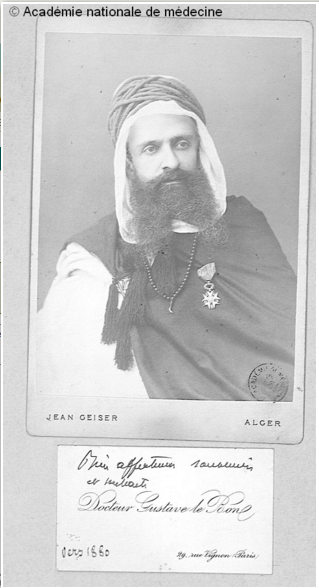
Gustave Le Bon par Jean Geiser vers 1880 à Alger.

L'état de suggestibilité de la foule est très précisément décrit par ce médecin passionné par les expériences en tout genre, de Charcot sur la guérison de l'hystérie par l'hypnose à la Salpetrière ainsi que par la technique (au départ fondée sur l'hypnose) de la guérison des névroses par Sigmund Freud, avec lequel il correspondit grâce à leur amie commune Marie Bonaparte.
Le concept de horde chez Freud est, du reste, à rapprocher — mais non à confondre — avec celui de foule chez Le Bon. Dans les deux cas, est décrit le phénomène du meneur, qui est celui qui va répondre à l'expectative du groupe, foule ou horde. Mais tandis que la horde est un groupe soumis en permanence aux directives de son chef, la foule n'est éminemment suggestible et donc vulnérable à tout mot d'ordre exprimé avec force que pendant le temps que dure l'excitation due à l'évènement — ou à la mise en scène fictive d'un évènement.
L'intérêt majeur de cette théorie, dite de la « psychologie des foules », est précisément d'introduire, dès la fin du XIXe siècle, dans la réflexion politique le concept de plus en plus utilisé en ce début de XXIe siècle de quotient émotionnel.
Comme beaucoup de savants provenant des sciences de la nature, il a émis sans précautions oratoires des idées sur la psychologie collective qui parurent choquantes :
1. la tendance des groupes à la soumission à l'autorité se trouve démultipliée dès lors que des événements sont théâtralisés, orchestrés et utilisés par des leaders pour pousser à l'action un groupe, qui, alors, devient « foule ».
2. Ce groupe peut être les participants à une assemblée générale, à une manifestation, mais aussi à un jury d'Assises ou à toute autre forme institutionnelle de réunion.

Voilà qui ne pouvait que déplaire à des sociologues qui, comme le notera plus tard Pierre Bourdieu, ont tendance à légitimer parfois au-delà du raisonnable leur objet d'études : la classe politique — qui, pourtant, était confrontée à cette époque au spectacle délétère de débats à l'Assemblée nationale, où, parfois, on criait « À mort ! » (contre Jules Ferry dans l'affaire du Tonkin, par exemple).
Les idées de Le Bon se sont trouvées largement vérifiées, ainsi la tendance des masses à se plier à la servitude volontaire. « Le fait que le régime totalitaire, écrit Hannah Arendt à ce sujet, malgré l’évidence de ses crimes, s’est appuyé sur les masses, est profondément troublant. » (Les origines du totalitarisme, Éditions du Seuil, 1950).
Le Bon peut aussi être considéré comme le précurseur de la notion de « public », aujourd'hui utilisée en sociologie des médias. En effet, une « foule », au sens psycho-sociologique du terme, peut ne pas être réunie physiquement (ainsi les téléspectateurs ou les internautes) ; ses membres forment, à un moment donné, une communauté qui participe à une même activité et partage les mêmes émotions. Mort en 1931, il a pourtant pu mesurer l'impact futur que seraient appelés à avoir les mass-media : « Avec les moyens actuels de publicité, consignait-il en 1924, une opinion ou une doctrine peut être lancée comme un produit pharmaceutique quelconque. »

## Œuvres
Bibliographie établie d'après celle présente dans la réédition de 1984 de Psychologie du socialisme par Les Amis de Gustave Le Bon (cf. pages 415-416).

### Ouvrages médicaux
- De la mort apparente et des inhumations prématurées (1866) Lire en ligne sur Gallica.
- Traité pratique des maladies des organes génito-urinaires, 1869 (lire en ligne)
- La Vie physiologique humaine appliquée à l'hygiène et à la médecine (1874) Lire en ligne sur Gallica.

### Voyages, histoire et psychologie
- Voyage aux Monts-Tatras (1881)
- L'Homme et les sociétés - Leurs origines et leur histoire (1881). Réédition : Jean-Michel Place, 1988  (ISBN 2-85893-099-6)
- La Civilisation des Arabes (1884). Réédition : Éditions de la Fontaine au Roy, Collection "Images et Traditions", 1990  (ISBN 2-84132-005-7)
- Voyage au Népal (1886)
- Histoire des Civilisations de l'Inde (1886, edit. Firmin-Didot)
- Les Premières Civilisations de l'Orient (1889) Lire en ligne sur Gallica.
- Les Civilisations de l'Inde (1893)
- Les Monuments de l'Inde (1893)
- Lois Psychologiques de l'Évolution des peuples, Paris, Félix Alcan, coll. «Bibliothèque de philosophie contemporaine» (1894) ; rééd. Kontre Kulture, 2022
- Psychologie des Foules (1895). Réédition : Paris, Presses universitaires de France, Collection Quadrige, 1988  (ISBN 2-13054-297-2) Lire en ligne sur Gallica
- Psychologie du socialisme, Paris, Félix Alcan, coll. «Bibliothèque de philosophie contemporaine» (1898). Réédition : Deterna, Collection "Politiquement incorrect", 2008  (ISBN 2-91304-479-4); rééd. La Délégation des siècles, 477 p., 2021
- Psychologie de l'éducation (Flammarion - Bibliothèque de philosophie scientifique - 1902). Réédition : Deterna, Collection "Politiquement incorrect", 2009, préface par Pierre Chaunu  (ISBN 2-91304-493-X)
- La Psychologie politique et la défense sociale (Flammarion - Bibliothèque de philosophie scientifique - 1910). Réédition : Deterna, Collection "Politiquement incorrect", 2009  (ISBN 2-91304-492-1) Lire en ligne, lire en ligne sur Gallica
- Les Opinions et les croyances (Flammarion - Bibliothèque de philosophie scientifique - 1911)
- La Révolution française et la psychologie des révolutions (Flammarion - Bibliothèque de philosophie scientifique - 1912). Réédition : Deterna, Collection "Politiquement incorrect", 2008  (ISBN 2-91304-480-8) ; rééd. La Délégation des siècles, 387 p., 2021
- Aphorismes du temps présent (1913)
- La Vie des vérités (Flammarion - Bibliothèque de philosophie scientifique - 1914). Réédition : Deterna, Collection "Politiquement incorrect", 2008  (ISBN 2-91304-494-8)
- Enseignements psychologiques de la guerre européenne (Flammarion - Bibliothèque de philosophie scientifique - 1915). Réédité sous le titre Psychologie de la Guerre, Paris, Éditions du Trident, 2006
- Premières conséquences de la guerre: transformation mentale des peuples (Flammarion - Bibliothèque de philosophie scientifique - 1916)
- Hier et demain. Pensées brèves (Flammarion - Bibliothèque de philosophie scientifique - 1918) Lire en ligne sur Gallica.
- Psychologie des temps nouveaux (Flammarion - Bibliothèque de philosophie scientifique - 1920)
- Le Déséquilibre du monde (Flammarion - Bibliothèque de philosophie scientifique - 1923)
- Les Incertitudes de l'heure présente (1924)
- L'Évolution actuelle du monde, illusions et réalités (Flammarion - Bibliothèque de philosophie scientifique - 1927)
- Bases scientifiques d'une philosophie de l'histoire (Flammarion - Bibliothèque de philosophie scientifique - 1931) Lire en ligne sur Gallica.
- Rôle des Juifs dans la civilisation, L'Association des Amis de Gustave Le Bon, 90 p., 1985  (ISBN 978-2950032423) ; rééd. Kontre Kulture, 145 p., 2022  (ISBN 978-2367251783)

### Recherches scientifiques
- La Méthode graphique et les appareils enregistreurs (1878)
- Recherches anatomiques et mathématiques sur les variations de volume du cerveau et sur leurs relations avec l'intelligence, Revue d'anthropologie (1879)
- La Fumée du tabac : recherches chimiques et physiologiques (1880) Lire en ligne sur Gallica.
- Les Levers photographiques (1888) Lire en ligne sur Gallica.
- L'Équitation actuelle et ses principes. Recherches expérimentales (1892) Lire en ligne sur Gallica.
- L'Évolution de la Matière (Flammarion - Bibliothèque de philosophie scientifique - 1905) Lire en ligne sur Gallica. Lire en ligne sur la BNAM
- La Naissance et l'Évanouissement de la matière (1907) Lire en ligne sur Gallica. Lire en ligne sur la BNAM
- L'Évolution des forces (Flammarion - Bibliothèque de philosophie scientifique - 1907) Lire en ligne. Lire en ligne sur la BNAM

## Articles scientifiques
- « Sur l'utilisation des forces naturelles et leur transport », Revue Scientifique, 20 août 1881
- « Les Forces de l'avenir », Revue Scientifique, 8 octobre 1881
- « L'Électricité et les forces de l'avenir », Revue Scientifique, 5 novembre 1881
- « L'Anthropologie actuelle et l'étude des races », Revue Scientifique, 17 décembre 1881
- « Sur la formation actuelle d'une race dans les monts Tatras », Revue Scientifique, 18 mars 1882
- « La Civilisation des arabes et l’étude scientifique de l’histoire », Revue Scientifique, 1er décembre 1883
- « L'Inde moderne. Comment on fonde une colonie, comment on la garde et comment on la perd », Revue Scientifique, 20 novembre 1886
- « Influence de l’éducation et des institutions européennes sur les populations indigènes des colonies », Revue Scientifique, 24 août 1889
- « La Psychologie des femmes et les effets de leur éducation actuelle », Revue Scientifique, 11 octobre 1890
- « Les Recherches récentes sur la noix de Kola », Revue Scientifique, 22 octobre 1893
- « La Psychologie des foules », Revue Scientifique, 6 & 20 avril 1895
- « La Luminescence invisible », Revue Scientifique, 28 janvier 1899
- « De la transparence des corps opaques pour des radiations lumineuses de grande longueur d’onde », Revue Scientifique, 11 février 1899
- « Le Rayonnement électrique et la transparence des corps pour les ondes hertziennes », Revue Scientifique, 29 avril 1899
- « L’Uranium, le radium et les émissions métalliques », Revue Scientifique, 5 mai 1900
- « Les Formes diverses de la phosphorescence », Revue Scientifique, 8 & 15 septembre 1900
- « La Variabilité des espèces chimiques », Revue Scientifique, 22 décembre 1900
- « La Matérialisation de l'énergie », Revue Scientifique, 15 octobre 1904
- « La Dématérialisation de la matière », Revue Scientifique, 12 et 19 novembre 1904
- « Le Monde intermédiaire entre la matière et l'éther », Revue Scientifique, 10 et 17 décembre 1904
- « La Dématérialisation de la matière comme origine de la chaleur solaire et de l’électricité », La Nature, no 1699 - 16 décembre 1905
- « L'Édification scientifique de la connaissance », Revue Scientifique, 1er & 8 février 1908
- « Le Rôle de la vitesse dans les phénomènes », La Nature, no 1855 - 12 décembre 1908
- « La Renaissance de la magie », Revue Scientifique, 26 mars & 2 avril 1910
- « Le Spiritisme et la science », La Nature, no 1962 - 31 décembre 1910
- « Programme d’expériences permettant de résoudre d’une façon définitive le problème de la baguette divinatoire », La Nature, no 2085, 10 mai 1913
- « Transformations apparentes des peintures en sculpture », La Nature, no  2847, 15 décembre 1930